# Signe Maria Arrhenius
Signe Maria Arrhenius, född Söderström den 17 november 1913 i Malmö, död den 14 januari 2004 i Malmö, var en svensk konstnär.
Arrhenius studerade vid Skånska målarskolan i Malmö och i Danmark. Hennes konst består av porträtt, figurtavlor, kustmotiv och blomsterstilleben. Arrhenius är gravsatt i minneslunden på Sankt Pauli mellersta kyrkogård i Malmö.